# Hylaeus melba
Hylaeus melba là một loài Hymenoptera trong họ Colletidae. Loài này được Warncke mô tả khoa học năm 1992.